# 遠州掛塚貴船神社例祭

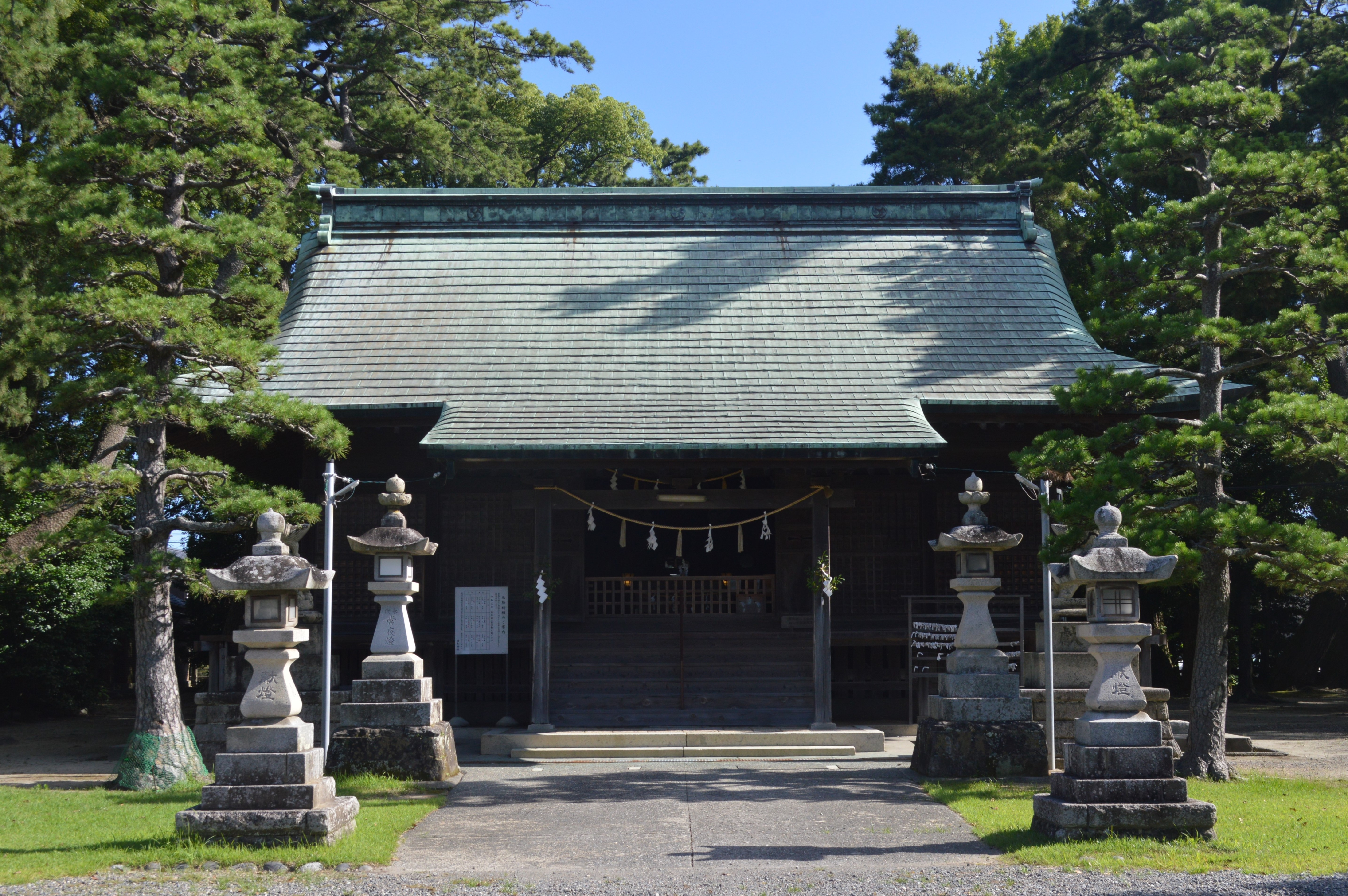
貴船神社

遠州掛塚貴船神社例祭（えんしゅうかけつかきぶねじんじゃれいさい）は、静岡県磐田市掛塚（旧磐田郡竜洋町掛塚）にある貴船神社の祭礼（例祭）。遠州地方では単に掛塚まつり（かけつかまつり）とも呼ばれる。
10月第3土曜・日曜に行われる。遠州地方では有数の屋台祭りとして知られており、も組（本町）、よ組（横町）、志組（新町）、寿組（砂町）、田組（田町）、可組（蟹町）、な組（中町）、大組（大当町）、ひ組（東町）の9組（9町）が屋台を繰り出す。「掛塚祭屋台囃子」は静岡県無形民俗文化財に指定されている。

## 歴史
遠江国長上郡掛塚の掛塚湊は、天竜杉を廻船業者に取り次ぐ拠点港として、あるいは遠州灘の風待港として、室町時代後期から繁栄した港町であった。掛塚の貴船神社は高龗神（たかおかみのかみ）を祭神としており、廻船業者からの崇敬が厚かった。その材木と遠州の宮大工、および尾張国・三河国の堂宮彫刻・仏壇彫刻文化が融合し、江戸時代後期には現在の遠州型一層大唐破風の屋台が作られた。すでに江戸時代後期には大当町の屋台が曳かれていた。明治以降には地元の大工によって屋台が製作された。

## 特徴

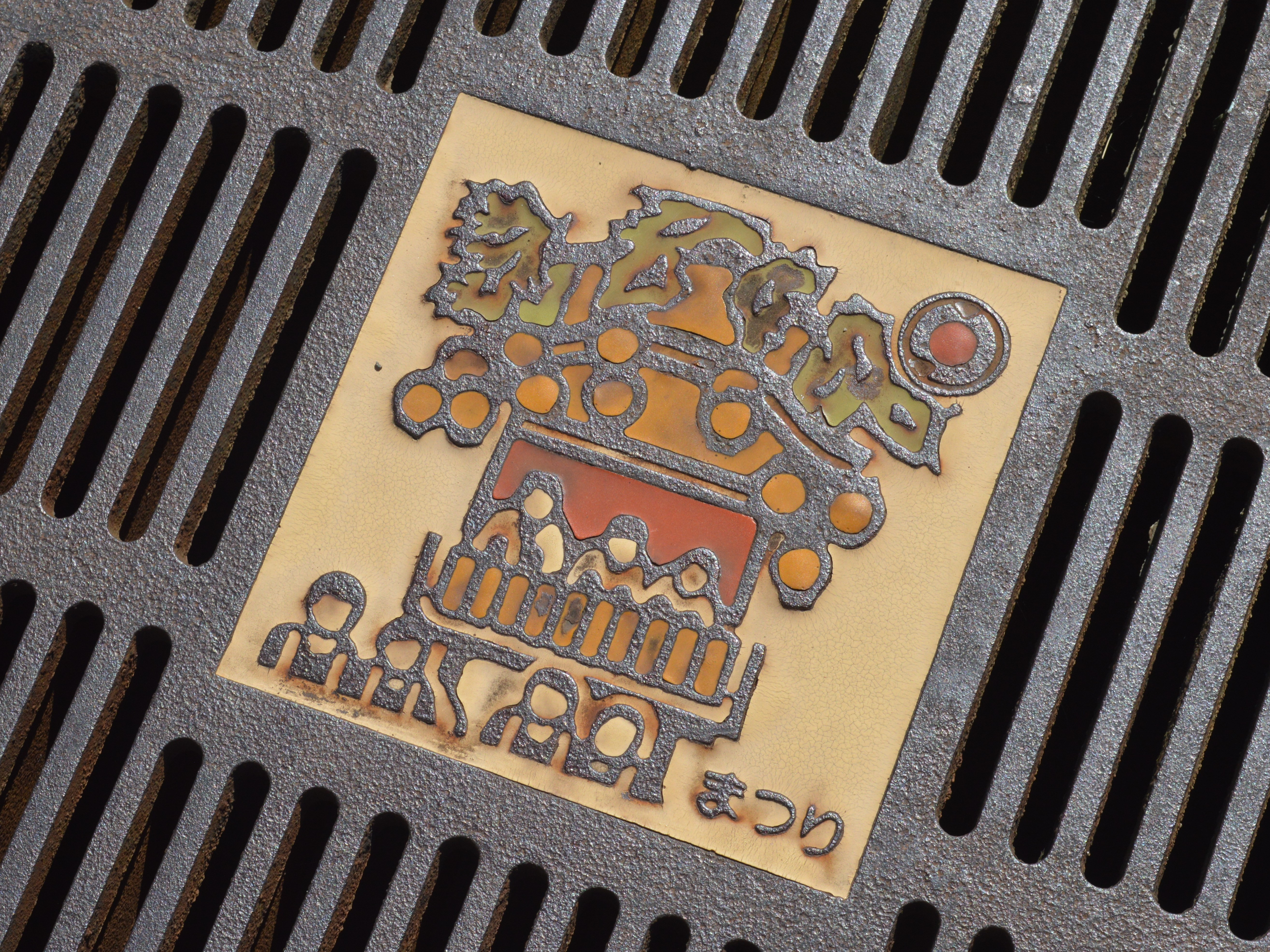
掛塚まつりのマンホール

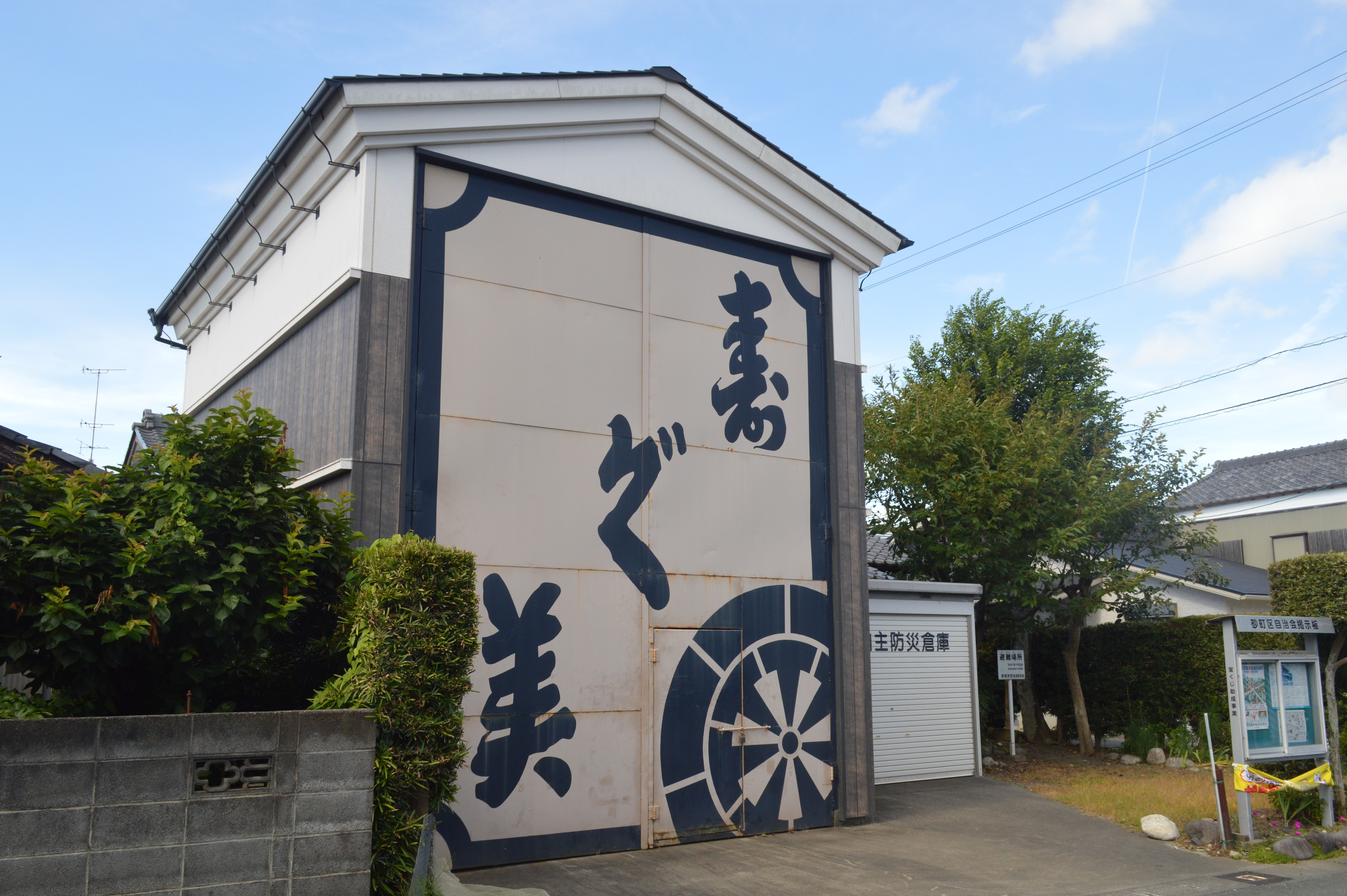
屋台蔵

### 屋台祭り
200年以上前から屋台が出ていた祭礼であり、遠州地方では有数の屋台祭りとされている。尾張徳川家の御用彫師を務めた彫長（早瀬長兵衛）の一門とその子孫や、諏訪立川流の影響を受けた彫刻師が多く屋台彫刻に携わり、これらの屋台彫刻は遠州の堂宮彫刻文化の範となった。

## 屋台
掛塚まつりの屋台は遠州地方西部に多い一層大唐破風様式の屋台である。
一層大唐破風の屋台は日本各地にあるが、掛塚祭の屋台の特徴として、次の2点が挙げられる。
- 提灯懸け……屋台の照明用の提灯を屋根の上から懸けるために、屋根の上に提灯を下げるための骨組みを置く。
- 駒寄せ……屋台の腰の部分に、駒寄せをあしらい、屋台を曳くための曳綱もここに掛けられる。

遠州地方の祭り屋台は掛塚を手本としたものが多く、二俣祭り、福田六社神社祭礼などで類似の屋台が作られたほか、浜松まつりの屋台にも影響を与えた。

### 屋台一覧
神輿
- 貴船神社神輿 - 1881年（明治14年）製作。棟梁は鈴木勇次郎。四方の鏡には元禄10年（1697年）の銘が刻まれている。

屋台
- も組（本町） - 1880年（明治13年）製作。棟梁は鈴木伝十ほか。
- よ組（横町） - 1910年（明治40年）製作。棟梁は平野勘蔵。
- 志組（新町） - 慶応2年（1866年）製作。棟梁は立川和四郎（伝）。
- 寿組（砂町） - 1896年（明治29年）製作。棟梁は不詳。
- 田組（田町） - 1894年（明治27年）製作。棟梁は小池佐太郎。
- 可組（蟹町） - 1917年（大正6年）製作。棟梁は坂田歌吉。
- な組（中町） - 1906年（明治39年）製作。棟梁は坂田歌吉。
- 大組（大当町） - 嘉永年間（1848年～1854年）以前製作。棟梁は不詳。
- ひ組（東町） - 1997年（平成9年）製作。棟梁は小池清。

## 祭囃子
掛塚まつりは囃子祭としても有名である。掛塚まつりの囃子の起源として、一説には南北朝時代に宗良親王の一行が遠江国引佐郡の井伊谷を目指す途中、暴風雨で掛塚の隣の白羽に漂着し、そこから井伊谷へ向かう途次に掛塚の祭礼に出会い、随臣が「御公卿囃子」などの囃子を伝授したとされる。遠州の祭礼囃子としては三社祭礼囃子と並んで、「掛塚祭屋台囃子」として静岡県無形民俗文化財に指定されている。